# Виндеби
Виндеби (нем. Windeby) — община в Германии, в земле Шлезвиг-Гольштейн. 
Входит в состав района Рендсбург-Экернфёрде. Подчиняется управлению Виндеби.  Население составляет 1066 человек (на 31 декабря 2010 года). Занимает площадь 14,77 км².